# Lubny
Lubny (ukrainsk: Лубни́) er en by i Poltava oblast (provins) i det centrale Ukraine. Den fungerer som administrationscenter i Lubny rajon (distrikt). Byen er regnet som en By af regional betydning men hører ikke til rajonen. Byen havde i 2021 en befolkning på omkring 44.595 indbyggere.

## Historie
Lubny anses for at være en af de ældste byer i Ukraine, som angiveligt blev grundlagt i 988 af knyaz (fyrste) Vladimir 1. af Kijev (Volodymyr) af Kyiv. Den første skriftlige optegnelse stammer dog fra 1107.
Oprindeligt var det en lille fæstning af træ ved floden Sula. Fæstningen voksede hurtigt, og i det 15. eller 16. århundrede var den ejet af den magtfulde Wiśniowiecki-familie. Byen blev styret af Magdeburgrettigheder og havde et våbenskjold.
Efter Khmelnytsky-opstanden, mellem 1648 og 1781, var byen hovedkvarter for Lubny Kosakregiment.
Efter at en jernbanelinje blev anlagt gennem Lubny i 1901, voksede industrien hurtigt og med stor vækst i byen.
- Skole i Lubny
- Stadion
- Lubny Økonomiakademi
- Veteranhospital
- Børneklinik i Lubny
- Retsbygning
- Gammelt tårn i Lubny
- Taras Shevchenko monument
- Skovskolens park
- 1000-års monument i Lubny
- Kirke for Jomfru Marias fødsel (19. århundrede)
- Mhar-klostrets katedral. (17. århundrede)
- Mhar-klostrets kirke.